# Thuróczy-krónika
A Thuróczy-krónika  (más néven A magyarok krónikája) egy latin nyelvű krónika, eredeti címe Chronica Hungarorum, szerzője Thuróczy János.

## Története
Thuróczy több korábbi történeti munkát dolgozott fel, például Monaci Lőrinc II. Károly-történetét és Küküllei János I. Lajos-életrajzát. Az Anjou-kor utáni rész Thuróczy önálló munkája. A magyar krónikákon kívül okleveleket és humanista szerzőket használt forrásul, de emellett bőven merített a szóbeliségből is: szemtanúk elbeszéléséből (név szerint említi Guthi Országh Mihály nádort) és népi epikus művekből. Drági Tamás személynök hatására kibővítette a hun-történelmi részt. Függelékül csatolta Rogerius mester Carmen miserabiléját („Epistola Magistri Rogerii in miserabile carmen super destructione regni Hungarie per Tartaros, facta editum ad Reverendum dominum Johannem Pestheniensis ecclesie episcopum feliciter incipit”), melynek szövege csak innen ismert. Nagy hatással volt a magyar nemesség „szittya” öntudatára.
1488. március 20-án jelent meg nyomtatásban Brünnben, 66 fametszettel illusztrálva. Körülbelül 20x29 cm méretű, 168 folióból álló kötet, az egyes lapokra – két nagyméretű betűtípussal – 36 sort szedtek. Az iniciálék helyét üresen hagyták és a fametszeteket sem színezték ki, a legtöbb példányban ezeket utólag sem pótolták. A többit kézzel kifestették. Ugyanezen év június 3-án Feger Theobald Budai könyvkereskedő ismét kiadatta Augsburgban. Ehhez a képeket újrametszették, a példányok többségében kézzel ki is színezték azokat. A 160 foliós, 15x20x3 cm-es, 38 soros, papírra nyomtatott könyvet 55 fametszet ékesíti. A kiadó Mátyás királynak ajánlotta. A pergamenre nyomtatott díszpéldány ajánlása aranyfesték felhasználásával készült. Ugyanezt a festéket használták a Szent László-legenda egyik jelenetét ábrázoló kép és a címertábla illuminálásához. Mátyás és Beatrix fametszetű, kiszínezett címerével van ellátva. Ma ez az első ismert aranyfestékkel készült nyomtatvány. Az Augsburgi kiadás érdekessége, hogy politikai okokból két változatban jelent meg. Az egyikben hiányzik a király címerei közül Ausztriáé, a szövegből pedig Bécs és Bécsújhely elfoglalása. Úgy látszik ezt terjesztették a Német-római Birodalomban. A Budai krónika után ez a második nyomtatásban is megjelent történeti mű, mely a magyarok történetét taglalja.

## A krónika tartalma

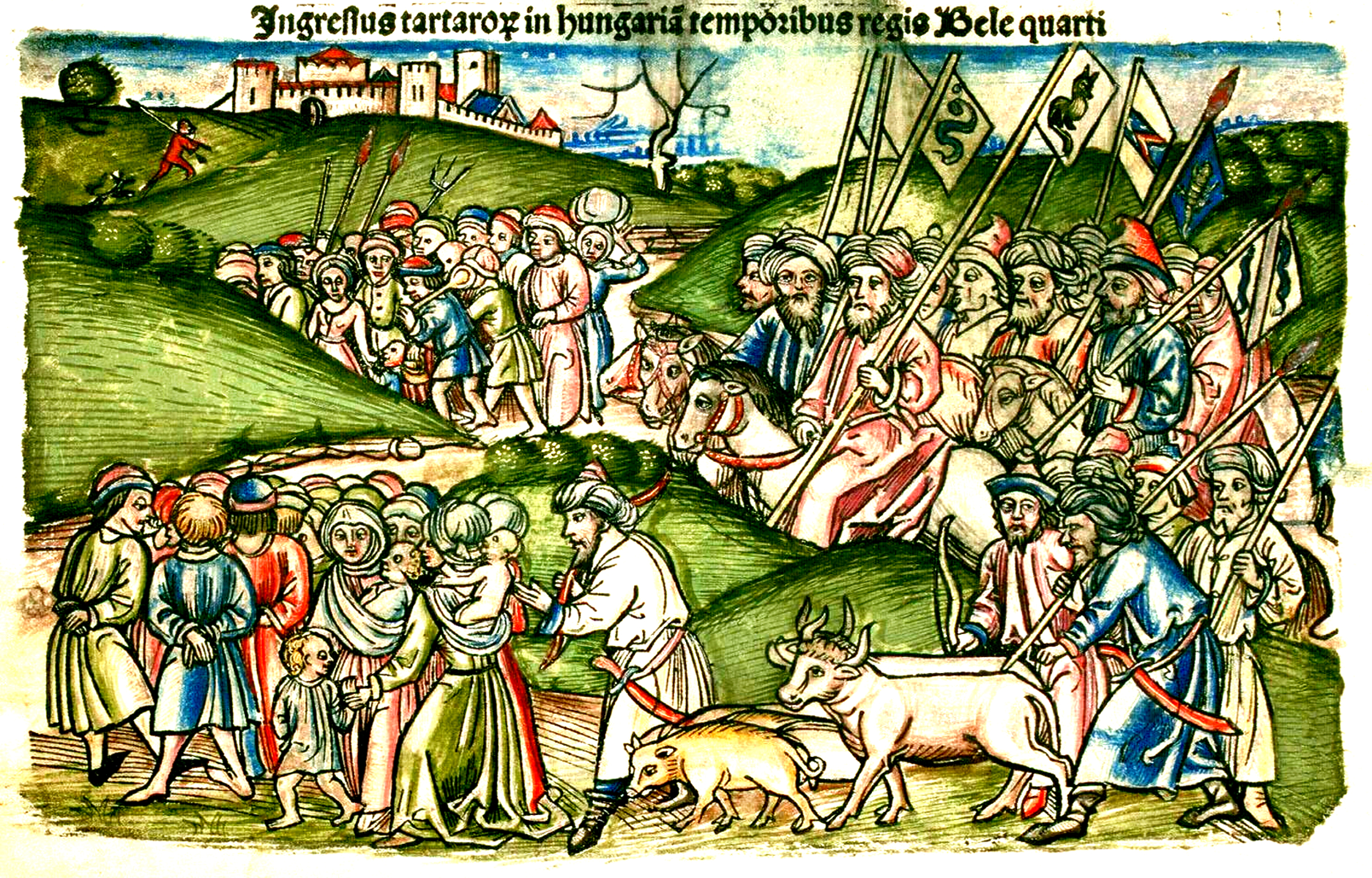
Tatárjárás, illusztráció a Thuróczy-krónikában

A krónika 41 magyar királyt és vezért ábrázoló, kézzel színezett fametszetet tartalmaz. Zsigmond király korszakától egészen Thuróczy koráig (1470-ig) dolgozza fel Magyarország történetét. A krónika forrásai oklevelek, régi krónikaszövegek és szóhagyományok. Az utolsó fejezetben Mátyás király hadisikerei mellett Bécs elfoglalásának leírása szerepel.
- II. Károly életrajza
- a 14. századi krónikakompozíció
- Küküllei János Nagy Lajos-életrajza
- 1386-1486: önálló alkotás
- Rogerius mester: Siralmas ének (csak itt található meg)

## Kiadások
- Chronica Hungarorum; Brünn, 1488
- Chronica Hungarorum; Augsburg, 1488 (két változatban – magyarországi és külföldi terjesztésre), OSZK
- Der Hungern Chronica, a krónika 1534-es német nyelvű változata, összeállította és fordította: Hans Hauge zum Freistein [? Freystein, Freystain], Johann Metzker kiadó, Bécs, Johann Petreius nürnbergi nyomdájában készült, alcíme: „inhaltend wie sie anfengklich ins land kommen sind / mit anzeygung aller irer König / vnd was sie namhafftigs gethon haben. Angefangen von irem ersten König Athila / vnd volfüret biß auff König Ludwig / so im 1526. jar bey Mohatz vom Türcken vmbkommen ist.” (online elérés az Internet Archive-on), (A 158 fejezet közül az első 140 készült Thuróczy krónikája alapján, erősen rövidítve, sok magyar név elhagyásával. Az utolsó 18 fejezet, amely Mátyás király ausztriai hadjáratától a mohácsi vészig terjedő korszakot tárgyalja, azonban a mai napig is tisztázatlan eredetű.)[2]
- Thuróczi: Magyar krónika; a krónika 4. és 5. könyvét tartalmazza (1382–1487), fordította és jegyzetekkel ellátta: Geréb László, a bevezetőt írta: Kardos Tibor; Magyar Helikon, Budapest, 1957 (Monumenta Hungarica)
- Thuróczy János: A magyarok krónikája; fordította: Horváth János, az 1486-ban Augsburgban nyomtatott, az Országos Széchényi Könyvtárban őrzött ősnyomtatvány színezett fametszeteinek hasonmásával illusztrálva, Magyar Helikon, Budapest, 1978 (Bibliotheca historica), ISBN 963072250X
- Johannes de Thurocz: Chronica Hungarorum, I–III.; Akadémiai, Budapest, 1985–1988
- A magyarok krónikája, 1-2.; Helikon Könyvkiadó, Budapest, 1986, ISBN 9632077032
- János Thuróczy: Chronicle of the Hungarians; angolra fordította: Frank Mantello, az előszót írta és jegyzetekkel ellátta: Engel Pál, Indiana University Research Institute for Inner Asian Studies, Bloomington, 1991 (Indiana University Uralic and Altaic series, Medievalia Hungarica series)
- Joannes de Thurocz: Chronica Hungarorum; Helikon, Budapest, 1991 (hasonmás kiadás)
- Thuróczy János: A magyarok krónikája / Rogerius mester: Siralmas ének; a krónikát fordította: Horváth János, Osiris, Budapest, 2001 (Millenniumi magyar történelem – Források), ISBN 963-389-129-9
- Johannes de Thurocz: Chronica Hungarorum / Kronika Jána z Turca; szlovákra fordította: Július Sopko; Perfekt, Bratislava, 2014

- minikönyvek (4-5 cm): a műből a Pátria Nyomda (Budapest) jelentetett meg részleteket díszes könyvecskében (650 számozott példányban, zománcplakettel, Horváth János fordításában), amelyek könyvkereskedelmi forgalomba nem kerültek
  - Zsigmond király, 1981
  - Hunyadi János, 1982